# 北辰街道 (大厂县)
北辰街道是中华人民共和国河北省廊坊市大厂回族自治县下辖的一个街道办事处。

## 行政区划
北辰街道下辖以下村级行政区划单位：
北新西街社区、永安里社区、步行街社区、华安北路社区、永安北路社区、荣昌苑社区、华安南路社区、北辰西街社区、永安南路社区、幸福路社区。